# Список підприємств ДК Укроборонпром
До складу Концерну «Укроборонпром» входить 118 підприємств ВПК України, з яких 21 — на тимчасово окупованій території.
Нижче наведений склад ДК «Укроборонпром».

### Підприємства бронетанкової техніки, артилерійського озброєння, автомобільної, інженерної та спеціальної техніки
- Державне підприємство НВК «Фотоприлад»
- Державне підприємство «Харківське конструкторське бюро двигунобудування»
- Державне підприємство «Ізюмський приладобудівний завод»
- Державне підприємство «Харківський автомобільний завод»
- Державне підприємство «Харківський завод спеціальних машин»
- Державне підприємство «Рівненський автомобільний ремонтний завод»
- Державне підприємство «Київський автомобільний ремонтний завод»
- Державне підприємство "Український державний науково-дослідний інститут конструкційних матеріалів «Прометей»
- Донецький казенний завод хімічних виробів
- Державне підприємство «45-й експериментальний механічний завод»
- Державне підприємство «Феодосійський оптичний завод»
- Державне підприємство «Миколаївський бронетанковий завод»
- Державне підприємство «Шепетівський ремонтний завод»
- Державне підприємство "КБ «Артилерійське озброєння»
- Публічне акціонерне товариство "Завод «Маяк»
- Державне підприємство "НТК «Завод точної механіки»
- Державне підприємство «Завод імені В. О. Малишева»
- Державне підприємство «Харківське конструкторське бюро машинобудування імені О. О. Морозова»
- Державне підприємство «Харківський бронетанковий завод»
- Державне підприємство «Львівський бронетанковий завод»
- Державне підприємство «Київський бронетанковий завод»
- Державне підприємство «Запорізьке машинобудівне конструкторське бюро „Прогрес“ імені академіка О. Г. Івченка»
- Державне підприємство «Житомирський бронетанковий завод»

### Підприємства суднобудування та морської техніки
- Херсонський державний завод «Палада»
- Державне підприємство ЦКБ «Ізумруд»
- Державне підприємство «Миколаївський суднобудівний завод»
- Публічне акціонерне товариство "НВО «Київський завод автоматики»
- Державне підприємство НДІ радіолокаційних систем «Квант-Радіолокація»
- Державне підприємство "Київський державний завод «Буревісник»
- Державне підприємство "Український державний науково-дослідний інститут конструкційних матеріалів «Прометей»
- Державне підприємство ДКБ «Промінь»
- Публічне акціонерне товариство "Завод «Фіолент»
- Відкрите акціонерне товариство "Феодосійська суднобудівна компанія «Море»
- Державне підприємство «Склопластик»
- Державне підприємство Спеціальна виробничо-технічна база «Полум'я»
- Державне підприємство "Конструкторсько-технологічне бюро «Судокомпозит»
- Державне підприємство "Центральне конструкторське бюро «Чорноморець»
- Державне підприємство «Феодосійський судномеханічний завод»
- Державне підприємство «Оризон-Навігація»
- Державне підприємство «Науково-виробничий комплекс газотурбобудування „Зоря“ — „Машпроект“»
- Державне підприємство «Дослідно-проектний центр кораблебудування»

### Підприємства радіолокації, радіозв'язку та систем протиповітряної оборони
- Державне підприємство «Рубін»
- Державне підприємство «Науково-дослідний інститут радіоелектронної техніки»
- Державне підприємство ЦКБ «Протон»
- Казенне підприємство «Зміївський ремонтний енергомеханічний завод»
- Державне підприємство «Балаклійський ремонтний завод»
- Публічне акціонерне товариство «2-й ремонтний завод засобів зв'язку»
- Тернопільське державне науково-технічне підприємство «Промінь»
- Державне підприємство НДІ «Шторм»
- Державне підприємство СКБ «Молнія»
- Державне Виробничо-технічне підприємство «Граніт»
- Державне Південне виробничо-технічне підприємство
- Державне підприємство Український радіотехнічний інститут
- Державне підприємство «Львівський науково-дослідний радіотехнічний інститут»
- Державне підприємство «Львівський радіоремонтний завод»
- Відкрите акціонерне товариство «Меридіан» імені С. П. Корольова
- Публічне акціонерне товариство "Київський завод «Радар»
- Державне підприємство Науково-дослідний інститут «Буран»
- Державне підприємство Завод «Генератор»
- Державне підприємство СКБ «Спектр»
- Державне підприємство "Науково-дослідний інститут «Квант»
- Державне підприємство "Науково-технічний комплекс «Імпульс»
- Казенне підприємство «Науково-виробничий комплекс «Іскра»»
- Запорізьке державне підприємство «Радіоприлад»
- Державне підприємство "Житомирський ремонтний завод радіотехнічного обладнання «Промінь»
- Державне підприємство «Науково-дослідний інститут комплексної автоматизації»
- Державне підприємство «Конструкторське бюро радіозв'язку»
- Державне підприємство Львівський державний завод «ЛОРТА»
- Державне підприємство ВО «Карпати»

### Підприємства авіабудування та авіаремонту
- Акціонерне товариство «Антонов»
- Харківське державне авіаційне виробниче підприємство
- Державне підприємство «Завод 410 цивільної авіації»
- Державне підприємство «Чугуївський авіаційний ремонтний завод»
- Державне підприємство «Миколаївський авіаремонтний завод „НАРП“»
- Державне «Науково-дослідне підприємство «Конекс»»
- Державне підприємство «Львівський державний авіаційно-ремонтний завод»
- Державне підприємство «Кіровоградський ремонтний завод»
- Публічне акціонерне товариство «Український науково-дослідний інститут авіаційної технології»
- Державне підприємство «Конструкторське бюро лазерної техніки»
- Державне підприємство «Машинобудівна фірма «Артем»»
- Державне підприємство «Дослідно-конструкторське бюро авіації загального призначення»
- Державне підприємство «Радіовимірювач»
- Державне підприємство «Запорізький державний авіаційний ремонтний завод «МіГремонт»»
- Державне підприємство «Закарпатське гелікоптерне виробниче об'єднання»
- Державне підприємство «Луцький ремонтний завод «Мотор»»
- Державне підприємство «732-й вінницький ремонтний завод»
- Державне підприємство «Науково-дослідний центр „Гелікоптер“»
- Державне підприємство «Науково-дослідний інститут аеропружних систем»
- Державне підприємство «Севастопольське авіаційне підприємство»
- Державне підприємство «Євпаторійський авіаційний ремонтний завод»
- Державна акціонерна холдингова компанія «Артем»
- Державне підприємство «Новатор»
- Державне підприємство «Красилівський агрегатний завод»
- Державне підприємство «Харківський машинобудівний завод «ФЕД»»
- Державне підприємство «Одеський авіаційний завод»

### Підприємства високоточного озброєння та боєприпасів
- Казенне підприємство "Шосткинський казенний завод «Зірка»
- Казенне підприємство "Шосткинський казенний завод «Імпульс»
- Державний Науково-дослідний інститут хімічних продуктів
- Державне підприємство "Жулянський машинобудівний завод «Візар»
- Державне підприємство "КБ «Артилерійське озброєння»
- Державне підприємство Державне київське конструкторське бюро «Луч»
- Костянтинівське державне науково-виробниче підприємство «Кварсит»[2]
- Державне підприємство Науково-виробничий комплекс «Прогрес»

### Інші
- Державне підприємство 464-й військовий завод

### Спецекспортери
- Державна компанія з експорту та імпорту продукції й послуг військового та спеціального призначення «Укрспецекспорт»
  - Державне госпрозрахункове зовнішньоторговельне підприємство «Спецтехноекспорт»
  - Державне зовнішньоторговельне та інвестиційне підприємство «Промоборонекспорт»
  - Державне підприємство Зовнішньоторговельна фірма «ТАСКО-Експорт»
  - Державне підприємство «Укроборонсервіс»
  - Державна госпрозрахункова зовнішньоторговельна та інвестиційна фірма «Укрінмаш»
  - Державне підприємство Спеціалізована зовнішньоторговельна фірма «Прогрес»

### Втрачені
Наприкінці січня 2015 генеральний директор ДК «Укроборонпром» Р. Романов повідомив, що в складі Концерну залишилося «понад 100» підприємств військової промисловості, на яких працює близько 60 тис. осіб, оскільки 11 підприємств в зоні АТО на Сході України були втрачені, зокрема:
- Донецький казенний завод хімічних виробів
- Державне підприємство Макіївський державний проектний інститут
- Державне підприємство ВО «Луганський верстатобудівний завод»
- Хімічне казенне об'єднання імені Г. І. Петровського
- Державне підприємство «Луганський патронний завод»
- Державне підприємство "Хімічний завод «Південний»
- Державне підприємство «Луганський авіаційний ремонтний завод»

### Інше
В 2019 році Кабінет міністрів України схвалив передачу з підпорядкування Міністерства інфраструктури в управління держконцерну «Укроборонпром» нерухомості державної стивідорної компанії «Ольвія» (Миколаїв) і створення на її базі стивідорної компанії для переробки військових вантажів.